# Holidate
Holidate (Amor de calendario en español) es una comedia romántica, dirigida por John Whitesell, con guion de Tiffany Paulsen. Está protagonizada por Emma Roberts, Luke Bracey, Jake Manley, Jessica Capshaw, Andrew Bachelor, Frances Fisher, Manish Dayal y Kristin Chenoweth.
La película se estrenó en Netflix el 28 de octubre de 2020.

## Sinopsis
Sloane y Jackson odian los días festivos. Siempre les pillan solteros, sentados en la mesa de los niños o aguantando incómodas parejas por compromiso. Hasta que estos dos extraños se conocen en unas Navidades funestas y sellan un pacto: se acompañarán en todos los festivos del año siguiente. Y, mientras viven situaciones cómicas y no paran de despotricar contra esas celebraciones y de insistir en que no hay ninguna química entre ellos, acaban convirtiéndose en los acompañantes perfectos. Al cabo de un año de celebraciones absurdas, Sloane y Jackson descubren que a lo mejor lo que más les gusta es compartir todo lo que odian.

## Reparto
- Emma Roberts como Sloane
- Luke Bracey como Jackson
- Jake Manley como York
- Jessica Capshaw como Abby
- Manish Dayal como Faarooq
- Andrew Bachelor
- Frances Fisher como Elaine
- Kristin Chenoweth como tía Susan
- Alex Moffat como Peter
- Cynthy Wu como Liz
- Mikaela Hoover como Annie
- Billy Slaughter como Barry
- Nicola Peltz como Felicity

## Producción
En marzo de 2019, se anunció que Emma Roberts se había unido al reparto de la película, con John Whitesell dirigiendo a partir de un guion de Tiffany Paulsen. En mayo de 2019, Luke Bracey, Jake Manley, Jessica Capshaw, Andrew Bachelor, Frances Fisher, Manish Dayal y Kristin Chenoweth se unieron al reparto de la película. En junio de 2019, Alex Moffat se unió al reparto de la película.

### Rodaje
El rodaje comenzó en mayo de 2019 en Atlanta, Georgia. Música aisha 

## Lanzamiento
El estreno de la película fue el 28 de octubre de 2020.